# Malsfeld
Malsfeld est une municipalité allemande située dans l'arrondissement de Schwalm-Eder et dans le land de la Hesse.

## Personnalités liées à la ville
- Ludwig Werner (1855-1928), homme politique né à Bubenrode.